# Röskendorf
Röskendorf ist ein ehemaliges Dorf und heute eine Siedlung der Stadt Putlitz des Amtes Putlitz-Berge im Landkreis Prignitz in Brandenburg.

## Geographie
Der Ort liegt 500 Meter nordnordöstlich der Stadtmitte von Putlitz. Die Nachbarorte sind Nettelbeck im Norden, Ritt Utt und Weitgendorf im Nordosten, Weitgendorf-Ausbau im Osten, Schmarsow im Südosten, Burghof im Süden, Philippshof im Südwesten sowie Lütkendorf und Krumbeck im Nordwesten.

## Geschichte
Das ehemalige Dorf bestand bereits im Mittelalter. Die erste schriftliche Erwähnung des Ortes stammt aus dem Jahr 1492. Darin wurde er mit der Bezeichnung Resekendorp genannt und als wüst verzeichnet.